# Erschießungskommando
Unter dem Namen Erschießungskommando erstellt und veröffentlicht eine Gruppe von Neonazis aus dem Spektrum Blood & Honour/Combat 18, vermutlich mit Schweizer und deutschem Hintergrund, Rechtsrock. Die Gruppierung ruft immer wieder zum Mord an politischen Gegnern auf.

## Gruppierung
Bei der Formation handelt es sich um ein Projekt oder eine Band. Die aktiven Personen sind nicht namentlich bekannt, es wird jedoch von der Urheberschaft von Mitgliedern der Band Amok mit ihrem Sänger Kevin G. und deutschen Rechtsrock-Bands ausgegangen. Nach den ersten offenen Morddrohungen in einem Liedtext 2016 gegen Katharina König-Preuss laufen laut Antwort der Staatsanwaltschaft Gera an das Team vom Funk-Projekt STRG F Ermittlungen unter anderem gegen Kevin G., in deren Kontext es innerhalb der letzten 4 Jahre auch zu einer Hausdurchsuchung gekommen sei.

## Diskografie
- 2013: Todesmarsch (Freivolk)
- 2016: Blut und Ehre (ohne Label)
- 2016: Sieg oder Tod (ohne Label)
- 2019: Henkerszeit (Hass Gala Records)

## Videos
- Sebastian Heidelberger, Timo Robben: Nazi-Band "Erschießungskommando": Wer steckt dahinter?, Video von STRG_F auf YouTube, 24. November 2020